# کانا (کالابریا)
کانا (به ایتالیایی: Canna) یک کومونه در ایتالیا است که در استان کزنتزا واقع شده‌است. کانا ۲۰ کیلومتر مربع مساحت و ۸۲۸ نفر جمعیت دارد و ۴۱۷ متر بالاتر از سطح دریا واقع شده‌است.